# Rivera, Ticino
Rivera  är huvudorten i kommunen Monteceneri i kantonen Ticino, Schweiz. 
Rivera var tidigare en självständig kommun, men 21 november 2010 blev Rivera en del av nybildade kommunen Monteceneri.